# Trolleylijn 9 (Arnhem)

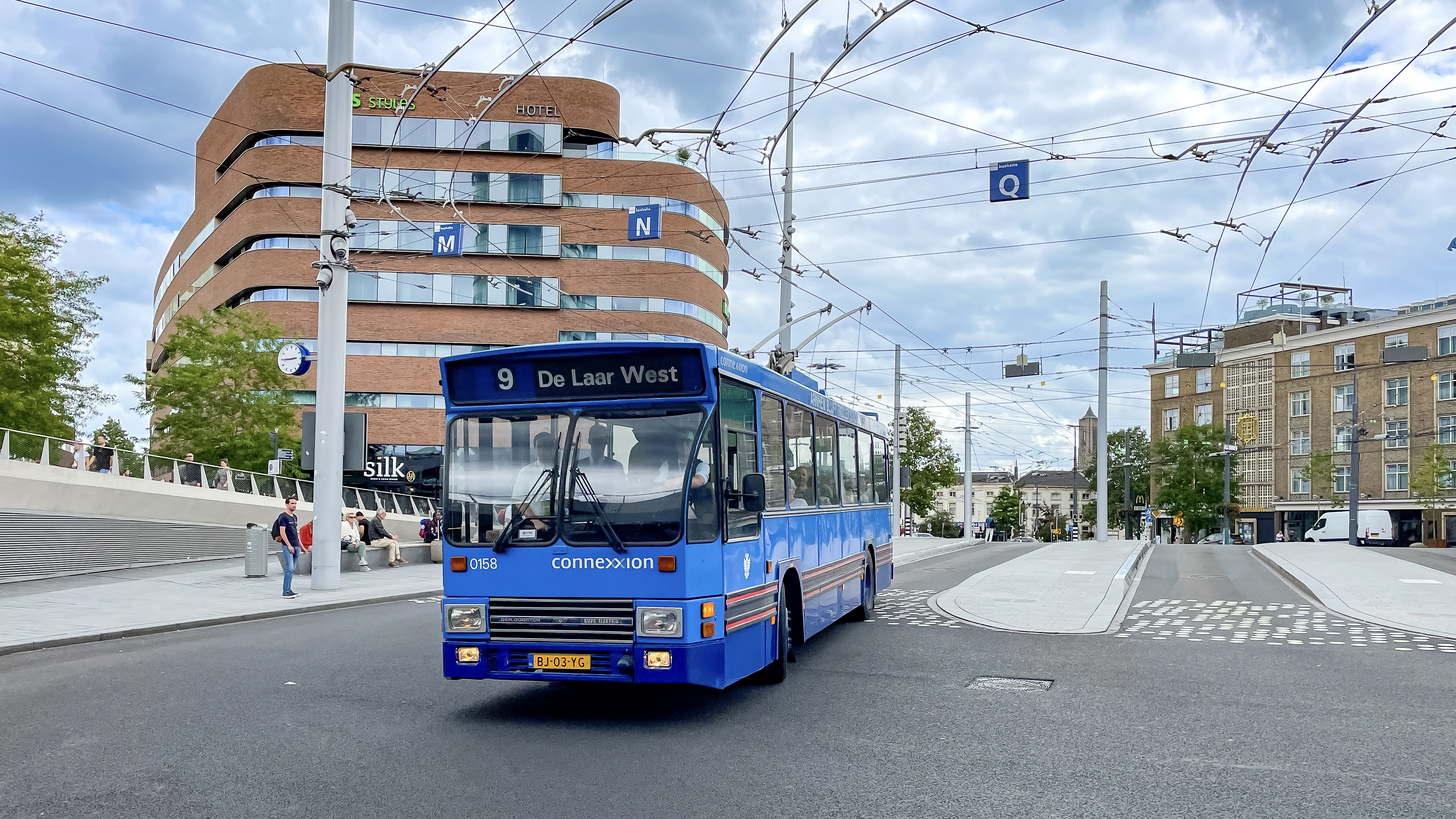
Trolleybus 158 als museumbus op voormalige lijn

Trolleylijn 9 van het Gemeente Vervoerbedrijf Arnhem, sinds 1993 Gelderse Vervoer Maatschappij, 1996 Oostnet en tot 2002 Connexxion was een Arnhemse trolleybuslijn in de Nederlandse provincie Gelderland. Deze trolleybuslijn reed in Arnhem tussen De Laar West en Geitenkamp.

## Geschiedenis
Naar Arnhem Zuid reed in 1952 al een buslijn 9 en in 1974 reden naar de stadsuitbreidingen Elden en Elderveld de dieselbuslijnen 8 en 9. Het GVA had plannen om het trolleynet uit te breiden richting nieuwe wijken zoals de Laar in Arnhem Zuid. De aanstaande opening van de Roermondspleinbrug (sinds 1987 Nelson Mandelabrug) in 1977 bood nieuwe mogelijkheden maar het GVA kreeg daar aanvankelijk geen rijkssteun voor. Wel werden de dieselbuslijnen 4, 8 en 9 over de nieuwe brug gevoerd ter ontlasting van de John Frostbrug. Voor de bediening van de nieuwe zuidwestelijke wijken met het centrum was het een aanzienlijk snellere route.  
Op 5 november 1982 verleende minister Zeevalking uiteindelijk toestemming om lijn 9 te trolleyficeren. De subside hier voor was afkomstig van het ministerie van Verkeer en Waterstaat en het Ministerie van Volksgezondheid en Milieuhygiëne. Het betrof een investeringsbedrag van 4 miljoen gulden voor de infrastructuur van meer dan 6 kilometer en 5,5 miljoen voor de aanschaf van 12 nieuwe trolleybussen. In het najaar van 1983 werd begonnen met de aanleg waarbij tussen de Roermondspleinbrug en Arnhem Zuid een aanzienlijk stuk door vrijwel onbewoond gebied, de uiterwaarden, wordt gereden. Ook bij de Rijnstraat moest een nieuwe hoogwaardige halte met trappen worden aangelegd. Op 17 mei 1984 werden de eerste proefritten gereden en op 6 juni 1984 werd de lijn officieel geopend door minister Smit-Kroes. Er waren in verband met de plannen voor herzonering, waarbij het reizen naar het centrum een strip meer zou kosten, protestacties maar ook de gehandicaptenraad protesteerde omdat de nieuwe trolley's slecht toegankelijk voor de doelgroep waren. Voor het eerst sinds 1953 werd in Arnhem een geheel nieuwe trolleylijn geopend.     
De nieuwe getrolleyficeerde lijn verbond sindsdien De Laar West (Bredasingel) in Arnhem-Zuid via Elderveld, de Roermondspleinbrug, station Arnhem Centraal, het Willemsplein, de Arnhemse binnenstad, het Velperplein en Geitenkamp (Wielewaalstraat). 
Het eindpunt aan de Bredasingel was voorzien van een passagemogelijkheid. In tegenstelling tot diesellijn 9 reed de lijn vanaf het station verder over de route van lijn 2 naar Geitenkamp welke lijn werd ingekort tot Hoogkamp-Station. In oktober 1992 werd op het Schuttersplein in Geitenkamp niet meer rond het plein gereden maar aan de westkant. In september 1997 werd vanaf Willemsplein in de richting Velperplein via Jansbinnensingel in plaats van via Gele Rijdersplein en Looierstraat gereden. Sinds 15 oktober 2001 werd in beide richtingen via de Ir. J.P. van Muijlwijkstraat gereden. 
In het kader van de nota Trolley 2000 werd op 6 januari 2002 het lijnennet gereorganiseerd. Hierbij verdween het lijnnummer 9 waarbij het traject naar de Laar West werd vervangen door lijn 5 en het traject naar Geitenkamp door lijn 7. 
Het lijnnummer 9 werd in later jaren opnieuw gebruikt, maar niet voor een trolleylijn. In 2022 rijdt een met CNG-bussen geeëxploiteerde lijn 9 tussen het Centraal Station en Schaarsbergen.